# Estació de Pont d'Esplugues
Pont d'Esplugues és una estació de les línies T1, T2 i T3 de la xarxa del Trambaix situada sobre l'avinguda de Cornellà, a l'alçada del pont d'Esplugues, a Esplugues de Llobregat i es va inaugurar el 3 d'abril de 2004 amb l'obertura del Trambaix.
Està en projecte el perllongament de la línia 3 del Metro de Barcelona amb el nom d'Esplugues Centre. S'ubicarà a la Plaça de l'Ajuntament (Plaça de Santa Magdalena), sota el carrer de Laureà Miró. L'estació tindrà dos accessos. Disposarà d'escales mecàniques i ascensors.

## Serveis ferroviaris
| Procedència/Destinació | <                | Línia                          | >                                | Procedència/Destinació        |
| ---------------------- | ---------------- | ------------------------------ | -------------------------------- | ----------------------------- |
| Trambaix               |                  |                                |                                  |                               |
| Francesc Macià         | Can Clota        |                                | La Sardana                       | Bon Viatge                    |
| Francesc Macià         | Can Clota        | Llevant - les Planes           | La Sardana                       |                               |
| Francesc Macià         | Can Clota        | Sant Feliu \| Consell Comarcal | La Sardana                       |                               |
| Projectat              |                  |                                |                                  |                               |
|                        | Can Clota        |                                | Pou d'en Fèlix                   | Sant Feliu - Consell Comarcal |
| Metro de Barcelona     |                  |                                |                                  |                               |
| Projectat              |                  |                                |                                  |                               |
| Sant Feliu             | Sant Just Centre |                                | Finestrelles \| Sant Joan de Déu | Trinitat Vella                |